# お待たせ必殺ワイド 仕事人vs秘拳三日殺し軍団 主水、競馬で大穴を狙う!?
『お待たせ必殺ワイド 仕事人vs秘拳三日殺し軍団 主水、競馬で大穴を狙う!?』（おまたせひっさつワイド しごとにんバーサスひけんみっかごろしぐんだん もんど、けいばでおおあなをねらう!?）は、1988年9月30日の金曜日20:00 - 21:48に、ABCと松竹（京都映画撮影所、現・松竹撮影所）が共同製作・テレビ朝日系列で放送された時代劇。主演は藤田まこと。
必殺シリーズの長時間スペシャル第11弾である。

## あらすじ
悪行の限りを尽くし私腹を肥やす悪僧・清海。「親が死んだら貸した金を倍にして返す」死一倍（しにいちばい）という借用書を書かせ、その後配下の僧を向かわせ親を殺すという、悪辣非道の手段をも使っていた。神事である競べ馬（くらべうま）も賭け事にして大金を手にした清海だが、清海の仲間である依頼人に頼まれた主水ら仕事人グループが立ち上がる。
主題歌・OPナレーションなどはないが、ほぼ全編に渡り主水のモノローグがナレーションの代わりに流れており、エンディングでは主水の賭けの結果がやはり主水自身のモノローグとして流れている。

## キャスト

### 仕事人
- 中村主水 - 藤田まこと
- 鍛冶屋の政 - 村上弘明
- 何でも屋の加代 - 鮎川いずみ
- 蝶々の朝吉（正体は平尾瀬兵衛の長男） - 片岡孝夫（現・十五世片岡仁左衛門（特別出演））

### 仕事人の周辺
- 中村せん - 菅井きん
- 中村りつ - 白木万理
- 筆頭同心 田中 - 山内としお
- 平尾真弓（朝吉の妹） - 森永奈緒美

### 秘拳三日殺し軍団
- 清海僧正 - 綿引勝彦
- 黒覆面の僧（「三日殺し」と呼ばれる謎の拳法の使い手） - 赤井英和[注釈 1]

### その他
- 平尾瀬兵衛（紀州藩藩士） - 土屋嘉男
- 脇田武之進（尾張藩藩士・平尾真弓の幼馴染） - 黒崎輝
- 長谷川平蔵（暮六つ男） - 高田純次

暮六つとは夕方5時のことで、当時高田が出演していたCM「グロンサン」（中外製薬）のキャッチコピー「5時から男」に掛けたもの。
- 近江屋世之介 - 三波豊和
- 火吹きの半 - 中田カウス
- 唐人髷の張 - 中田ボタン
- 滝夜叉のお兼 - 萬田久子

## スタッフ
- 制作 - 山内久司（朝日放送）
- プロデューサー - 奥田哲雄・辰野悦央（朝日放送） 櫻井洋三・佐生哲雄（松竹）
- 脚本 - 吉田剛
- 音楽 - 平尾昌晃
- 撮影 - 石原興
- 照明 - 中島利男
- 殺陣 - 布目真爾・上原隆夫
- 現像 - IMAGICA
- 協力 - エクラン演技集団・新演技座
- 制作協力 - 京都映画撮影所（現・松竹撮影所）
- 監督 - 原田雄一
- 制作 - ABC、松竹

## エンディングテーマ
- 「必殺インストメドレー（荒野の果てに・インストルメンタル〜旅愁・インストルメンタル(ブラウン館バージョン)〜暗闘者(冬の花・インストルメンタル)）」
  - 作曲：平尾昌晃、編曲：竜崎孝路・中村啓二郎

## 備考
- 映画第2作目『必殺! ブラウン館の怪物たち』において本編未使用となった『旅愁・インストゥルメンタル』は本作において初めて曲の一部がエンディングとして使用された[注釈 2]後に、『必殺仕事人2009』においてからくり屋の源太（大倉忠義）の殺しのテーマとして汎用された。
- それまでのシリーズで手書きだった文字クレジットの書体が本作以降定型書体に変更される。